# Marschalkó Tamás (orvos)
Csépánfalvi Marschalkó Tamás (Tokaj [Zemplén megye], 1862. június 25. – Kolozsvár, 1915. szeptember 23.) orvosdoktor, lipiki fürdőorvos, a kolozsvári egyetem rendes tanára és a bőr- és bujakórtani intézet igazgatója.

## Élete
Marschalkó Tamás magyar királyi honvédezredes és Kovarcz Irma fia. A gimnáziumot Ungvárt, Kalocsán és Nagyváradon, az egyetemet Kolozsvárt, azután Budapesten végezte. 1882. december 9-én nyert egyetemes orvosdoktori oklevelet. Két évig Korányi doktor gyakornoka volt; azután fürdőorvos lett Lipiken (Szlavoniában). 1890-ben a budapesti orvosi fakultás utazási ösztöndíjjal külföldre küldte. 1890-től 1894-ig, a nyári hónapok kivételével, amikor a fürdőben volt elfoglalva, Berlinben és különösen Boroszlóban tartózkodott, ahol 1892-től 1894-ig Neisser tanár, bőrgyógyász asszisztenseként működött klinikáján. 1897 tavaszán a budapesti egyetemen a bőr- és bujakórtanból magántanárrá habilitálták. 1897 augusztusában a kolozsvári egyetemhez a bőr- és bujakórtan rendes tanárává nevezték ki. Szünidejét rendszerint a Lipik fürdőben töltötte.
A bőr szövettani vizsgálati módszereinek fejlesztésén dolgozott. A plazmasejtekkel és a rhinoscleroma kórszövettanával kapcsolatos kutatásai, valamint a Salvarsan oldásával kapcsolatos „vízkárosodásról” szóló megállapításai számottevőek, de ugyancsak jelentősek serológiai kutatásai.

## Írásai
Cikkei a kolozsvári orvos-természettud. Értesítőben (1880. Kisérletek az izzadásra ható vegyi anyagokkal, Kovács Lajossal együtt); az Orvosi Hetilapban (1886. A Lipik hévvíz pharmakodynamikus hatásáról, 1890. Pár szó a gümős ízületi bántalmakról különös tekintettel azok fürdőgyógyászati kezelésére, 1891. Vizsgálatok a syphilis bacillusról, 1893. A férfi húgycső kankójának kórismézése és gyógykezelése, 1894. A syphilis gyógykezeléséről, 1895. A venereás-bántalmak terjedése Budapesten és a prostitutió, Az úgynevezett plasmasejtekről, 1896. Még egyszer a prostitutióról, 1896. A Resorbinról, 1898. A plasmasejt vitához, 1901. A venereás-bántalmak prophylaxisáról); a Gyógyászatban (1888. Lipik összehasonlítva a többi gyógyfürdőkkel); az Archiv für Dermatologie und Syphilisben (1894. Beitrâge zur Aetiologie der tertiären Lues, 1895. Über die sog. Plasmazellen, az Orvosi Hetilapban is, 1900. Zur Kenntniss der multiplen Hautmyome, Die Plasmazellen in Rhinoscleromgewebe, Zur Histologie des Rhinocsleroms); az Orvosi Archivumban (1896. A Herxheimer-féle rostokról); a Centralblatt für allg. Pathologieban (1899. Zur Plasmazellenfrage); a Münchener mediz. Wochenschriftben (1901. Reflexionen über die Prophylaxe der venerischen Erkrankungen). Több cikket írt A Pallas Nagy Lexikonába (Prostitutio, Sypilis sat.)

## Munkái
- Lipik gyógyfürdő Slavoniában. Égvényes jódos hévvíz 64°C. állandó hőmérsékkel. Budapest, 1895. (Fürdőirodalmi Könyvtár IV. 32. Németül. (Budapest, 1896. Balneologische Bibliothek 101.)
- Leukoplakia buccalis. Társszerzőkkel, Budapest, 1897.
- A pellagra Erdélyben. Budapest, 1898. (Különnyomat az Orvosi Hetilapból.)
- A kankóról és az ellene való védekezésről. Cassel, 1900. (Német, francia, angol és román nyelven is).